# L'angelo (Viola Valentino)
L'angelo è un EP della cantante italiana Viola Valentino, pubblicato nel 1985.
Questo mini-disco contiene la canzone Addio amor, classificatasi tra i primi posti ad Un disco per l'estate 1985, manifestazione a cui la cantante aveva partecipato anche l'anno precedente con il pezzo Verso sud.

## Tracce
1. Vai col tango (testo: Guido Morra – musica: Popi, Laurex)
2. 1917 (testo: Guido Morra – musica: Popi,  Laurex)
3. Vai col tango – Versione strumentale
4. Addio amor (testo: Guido Morra – musica: Popi, Laurex)
5. Ripensando (testo: Guido Morra – musica: Maurizio Fabrizio, Popi e Laurex)
6. Addio amor – Versione strumentale